# Epik High
Gli Epik High (에픽하이?) sono un gruppo musicale alternative hip hop sudcoreano, formatosi a Seul nel 2001.
Composto da Tablo, Mithra Jin e DJ Tukutz, il trio combina diversi generi e stili dell'hip hop e ha raggiunto la fama internazionale, vincendo diversi premi musicali in Corea e diventando il primo artista coreano ad esibirsi al Coachella, nel 2015.

## Formazione
- Tablo – leader, rap, voce (2001-presente)
- DJ Tukutz – produttore (2001-presente)
- Mithra Jin – rap  (2001-presente)

## Discografia

### Album in studio
- 2003 – Map of the Human Soul
- 2004 – High Society
- 2005 – Swan Songs
- 2007 –  Remapping the Human Soul
- 2008 –  Pieces, Part One
- 2009 – (e)
- 2012 – 99
- 2014 –  Shoebox
- 2017 – We've Done Something Wonderful
- 2021 – Epik High Is Here 上, Part 1
- 2022 – Epik High Is Here 上, Part 2

### EP
- 2008 – Lovescream
- 2019 – Sleepless in __________

### Raccolte
- 2010 – Epilogue